# Список троллейбусных систем Украины
Это список троллейбусных систем Украины по областям. Он включает в себя все троллейбусные системы прошлого и настоящего.

## Винницкая область
| Местоположение | Дата (С)        | Дата (До) | Заметки |
| -------------- | --------------- | --------- | ------- |
| Винница        | 20 февраля 1964 |           |         |

## Волынская область
| Местоположение | Дата (С)      | Дата (До) | Заметки |
| -------------- | ------------- | --------- | ------- |
| Луцк           | 8 апреля 1972 |           |         |

## Днепропетровская область
| Местоположение | Дата (С)        | Дата (До) | Заметки |
| -------------- | --------------- | --------- | ------- |
| Днепр          | 7 ноября 1947   |           |         |
| Кривой Рог     | 21 декабря 1957 |           |         |

## Донецкая область
| Местоположение     | Дата (С)        | Дата (До)       | Заметки |
| ------------------ | --------------- | --------------- | --- |
| Бахмут             | 29 апреля 1968  | 1 июля 2022     | Городу было возвращено название Бахмут в 2016 году.                                                                        |
| Горловка           | 6 ноября 1974   |                 | |
| Доброполье         | 23 августа 1968 | 15 марта 2011   | |
| Донецк             | 3 января 1940   |                 | |
| Дзержинск (Торецк) | 26 апреля 1985  | 15 мая 2007     | Город назывался Дзержинском в течение всего периода троллейбусной эксплуатации, но был переименован в Торецк в 2016 году.  |
| Краматорск         | 18 ноября 1971  |                 | |
| Макеевка           | 13 ноября 1969  |                 | Троллейбусная линия из Донецка продлилась до Макеевки 7 ноября 1960 года. (Система Макеевки открылась 13 ноября 1969 года) |
| Мариуполь          | 21 апреля 1970  |                 | |
| Славянск           | 19 марта 1977   |                 | |
| Углегорск          | 8 июля 1982     | 12 августа 2014 | |
| Харцызск           | 4 февраля 1982  |                 | |

## Житомирская область
| Местоположение | Дата (С)   | Дата (До) | Заметки |
| -------------- | ---------- | --------- | ------- |
| Житомир        | 1 мая 1962 |           |         |

## Запорожская область
| Местоположение | Дата (С)        | Дата (До) | Заметки |
| -------------- | --------------- | --------- | ------- |
| Запорожье      | 22 декабря 1949 |           |         |

## Ивано-Франковская область
| Местоположение  | Дата (С)        | Дата (До) | Заметки |
| --------------- | --------------- | --------- | ------- |
| Ивано-Франковск | 31 декабря 1983 |           |         |

## Киев
| Местоположение | Дата (С)      | Дата (До) | Заметки |
| -------------- | ------------- | --------- | ------- |
| Киев           | 5 ноября 1935 |           |         |

## Киевская область
| Местоположение | Дата (С)     | Дата (До) | Заметки |
| -------------- | ------------ | --------- | ------- |
| Белая Церковь  | 23 июня 1980 |           |         |

## Кировоградская область
| Местоположение | Дата (С)      | Дата (До) | Заметки |
| -------------- | ------------- | --------- | ------- |
| Кропивницкий   | 4 ноября 1967 |           |         |

## Крым(Россия/Украина[1])
| Местоположение              | Дата (С)         | Дата (До) | Заметки |
| --------------------------- | ---------------- | --------- | --- |
| Алушта                      | 20 августа 1993  |           | См. также Симферополь — Алушта — Ялта |
| Керчь                       | 18 сентября 2004 |           | |
| Симферополь                 | 7 октября 1959   |           | |
| Симферополь — Алушта — Ялта | 6 ноября 1959    |           | Маршрут Симферополь — Алушта открылся 6 ноября 1959 года. Алушта — Ялта открылась в июле 1961 года. Самая длинная троллейбусная линия в мире — 86,7 км (53,7 мили) |
| Ялта                        | 1 мая 1961       |           | См. также Симферополь — Алушта — Ялта |

## Луганская область
| Местоположение       | Дата (С)         | Дата (До)       | Заметки                                                                   |
| -------------------- | ---------------- | --------------- | ------------------------------------------------------------------------- |
| Алчевск              | 26 сентября 1954 | 16 июля 2022    | Троллейбусная линия Алчевск — Перевальск работала в период 1962—2008 года |
| Антрацит             | 27 сентября 1987 | ?? июля 2018    |                                                                           |
| Краснодон (Сорокино) | 30 декабря 1987  | 1 июня 2023     | Последняя действовавшая система электротранспорта Луганской области       |
| Лисичанск            | 7 марта 1972     | 6 марта 2022    |                                                                           |
| Луганск              | 25 января 1962   | 19 июля 2022    |                                                                           |
| Северодонецк         | 1 января 1979    | 27 февраля 2022 |                                                                           |
| Стаханов (Кадиевка)  | 1 марта 1970     | 31 августа 2011 | Эксплуатация была приостановлена с сентября 2008 — по 15 июля 2010.       |

## Львовская область
| Местоположение | Дата (С)       | Дата (До) | Заметки |
| -------------- | -------------- | --------- | ------- |
| Львов          | 27 ноября 1952 |           |         |

## Николаевская область
| Местоположение | Дата (С)        | Дата (До) | Заметки |
| -------------- | --------------- | --------- | ------- |
| Николаев       | 29 октября 1967 |           |         |

## Одесская область
| Местоположение | Дата (С)      | Дата (До) | Заметки |
| -------------- | ------------- | --------- | --- |
| Одесса         | 5 ноября 1945 |           | Первоначально построенный в 1941 году, и троллейбусы были куплены незадолго до начала Второй мировой войны. Но из-за военных трудностей система не была открыта до 1945 года. |

## Полтавская область
| Местоположение | Дата (С)         | Дата (До) | Заметки |
| -------------- | ---------------- | --------- | ------- |
| Кременчуг      | 6 ноября 1966    |           |         |
| Полтава        | 14 сентября 1962 |           |         |

## Ровненская область
| Местоположение | Дата (С)        | Дата (До) | Заметки |
| -------------- | --------------- | --------- | ------- |
| Ровно          | 27 декабря 1974 |           |         |

## Севастополь(Россия/Украина[1])
| Местоположение | Дата (С)      | Дата (До) | Заметки |
| -------------- | ------------- | --------- | ------- |
| Севастополь    | 6 ноября 1950 |           |         |

## Сумская область
| Местоположение | Дата (С)        | Дата (До) | Заметки |
| -------------- | --------------- | --------- | ------- |
| Сумы           | 25 августа 1967 |           |         |

## Тернопольская область
| Местоположение | Дата (С)        | Дата (До) | Заметки |
| -------------- | --------------- | --------- | ------- |
| Тернополь      | 24 декабря 1975 |           |         |

## Харьковская область
| Местоположение | Дата (С)   | Дата (До) | Заметки |
| -------------- | ---------- | --------- | ------- |
| Харьков        | 5 мая 1939 |           |         |

## Херсонская область
| Местоположение | Дата (С)     | Дата (До) | Заметки |
| -------------- | ------------ | --------- | ------- |
| Херсон         | 16 июня 1960 |           |         |

## Хмельницкая область
| Местоположение | Дата (С)        | Дата (До) | Заметки |
| -------------- | --------------- | --------- | ------- |
| Хмельницкий    | 25 декабря 1970 |           |         |

## Черкасская область
| Местоположение | Дата (С)      | Дата (До) | Заметки |
| -------------- | ------------- | --------- | ------- |
| Черкассы       | 9 ноября 1965 |           |         |

## Черниговская область
| Местоположение | Дата (С)      | Дата (До) | Заметки |
| -------------- | ------------- | --------- | ------- |
| Чернигов       | 5 ноября 1964 |           |         |

## Черновицкая область
| Местоположение | Дата (С)       | Дата (До) | Заметки |
| -------------- | -------------- | --------- | ------- |
| Черновцы       | 1 февраля 1939 |           |         |